# Бам
Бам (перс. بم‎ — Bam, произносится [bæm]) — город на юго-востоке Ирана в провинции Керман. Население — 91 тыс. жителей (2005). Железнодорожная станция на линии Тегеран — Бам. В 2009 году завершено строительство железной дороги на Захедан.

## История
Расположенный на высоте около 1100 м над уровнем моря, город вырос вокруг древней крепости Арг-и Бам (перс. ارگ بم‎ — Arge Bam) на Великом шёлковом пути.
26 декабря 2003 года Бам пережил разрушительное землетрясение (6,6 баллов), унёсшее жизни более 26 тысяч горожан и разрушившее бо́льшую часть глиняных строений исторического города. Правительство Ирана осуществило программу восстановления города.
После землетрясения порядком разрушенная крепость в 2004 году была включена в список всемирного наследия и список всемирного наследия, находящегося под угрозой (из этого списка объект исключен в 2013 году).
| Показатель              | Янв. | Фев. | Март | Апр. | Май | Июнь | Июль | Авг. | Сен. | Окт. | Нояб. | Дек. | Год |
| ----------------------- | ---- | ---- | ---- | ---- | --- | ---- | ---- | ---- | ---- | ---- | ----- | ---- | --- |
| Средняя температура, °C | 10   | 13   | 18   | 23   | 28  | 32   | 32   | 31   | 28   | 23   | 16    | 12   | 22  |
| Норма осадков, мм       | 33   | 31   | 35   | 21   | 12  | 1    | 3    | 0    | 0    | 1    | 5     | 22   | 163 |
| Источник: Weatherbase   |      |      |      |      |     |      |      |      |      |      |       |      |     |

## Арг-е Бам
Городская цитадель была предположительно основана более 2500 лет назад. Является одним из крупнейших глиняных сооружений в мире. Площадь — около 180 000 м², стены 6—7 м высотой и длиной около 1815 м. Землетрясение разрушило до 80 % сооружения. Проводятся восстановительные работы, при финансовой и технической поддержке Японии, Франции и Италии.